# Hamilton Standard
Pour les articles homonymes, voir Hamilton.

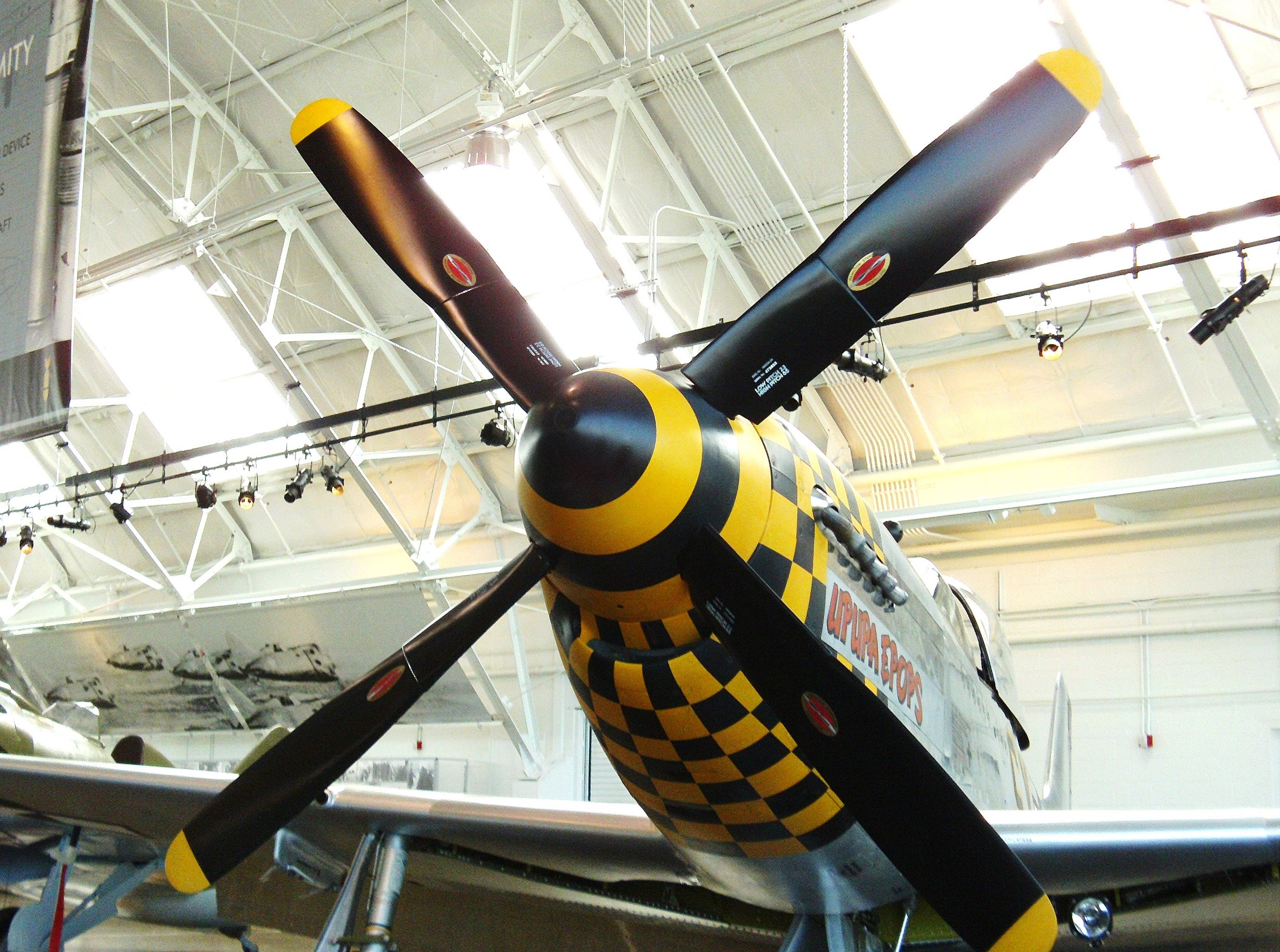
North American P-51 Mustang équipé d'une hélice Hamilton Standard.

Hamilton Standard était un constructeur d'hélices pour avions, fondé en 1929. L'entreprise comportait de nombreux clients comme Boeing, Sikorsky, et Pratt & Whitney et fut pendant un temps le constructeur d'hélices le plus important au monde.
Hamilton Standard a fusionné en 2009 avec Hamilton Sundstrand, lui-même devenu UTC Aerospace Systems en 2012, puis Collins Aerospace en 2018.